# Rauhberg (Erfweiler)
Der Rauhberg ist ein 374,3 m ü. NHN Berg im Pfälzerwald.

## Geographie

### Lage
Der Berg befindet sich innerhalb des Dahner Felsenlandes. Seine Nord- und Westflanke befindet sich auf der Gemarkung der Ortsgemeinde Erfweiler, die Südflanke gehört zu Schindhard und die Südostflanke zu Busenberg. Zusammen mit dem westlich liegenden Kahlenberg (398,3 m ü. NHN) und dem sich östlich anschließenden Eichelberg (386,3 m ü. NHN) bildet er einen zusammenhängenden Höhenzug. Südwestlich erstreckt sich zudem der 315 m hohe Mülleräckerberg.

### Naturräumliche Zuordnung
1. Großregion 1. Ordnung: Schichtstufenland beiderseits des Oberrheingrabens
2. Großregion 2. Ordnung: Pfälzisch-saarländisches Schichtstufenland
3. Großregion 3. Ordnung: Pfälzerwald
4. Region 4. Ordnung (Haupteinheit): Wasgau
5. Region 5. Ordnung: Dahner Felsenland

## Natur
An der Ostflanke befindet sich mit der 18 Meter hohen Felsformation Sieben Felskegel Schafstein – alternativ Schafstein oder Schafsfelsen – genannt ein Naturdenkmal. Sie wird von Kletterern frequentiert. Ihr Felsturm trägt den Namen „Schandarie“.

## Tourismus
Über den Rauhberg führen der Prädikatswanderweg Pfälzer Waldpfad und die Hahnfels-Tour.

## Verkehr
Entlang seines Südostfußes verläuft die Kreisstraße 41m die von Dahn über Schindhard zum Bärenbrunnerhof führt.